# Rivière Pipmuacan
La rivière Pipmuacan est un tributaire du réservoir Pipmuacan, coulant sur la rive gauche du fleuve Saint-Laurent, dans le territoire non organisé Mont-Valin, dans la municipalité régionale de comté (MRC) de Le Fjord-du-Saguenay, dans la région administrative du Saguenay-Lac-Saint-Jean, dans la Province de Québec, au Canada.

## Géographie
La rivière Pipmuacan prend sa source du lac de la Tête et coule vers le sud sur 22 km pour se déverser du côté ouest du réservoir Pipmuacan lequel est drainé par la rivière Shipshaw. 

## Toponymie
Bien qu'il provienne de l'Innu, l'origine du nom de la rivière Pipmuacan ne fait pas l'unanimité. Il pourrait signifier selon les sources  « javeline », , « flèche », « tire! », « tire donc! », « tirer des flèches pour faire peur aux enfants ». Il est peu probable qu'il s'agisse la javeline. La flèche, pipmogan en innu, est l'arme de chasse de prédilection de tous les peuples amérindiens au nord du Mexique. Selon un procès-verbal de la Commission de géographie de 1960 : « d'après les missionnaires de la Côte-Nord, les Montagnais auraient donné ce nom au lac en souvenir du dernier combat qu'ils eurent à livrer aux Iroquois sur le mont Pigmaugan (Pipmuacan) qui surplombe les eaux. ».
Le toponyme rivière Pipmuacan a été officialisé le 5 décembre 1968.